# Gudbrand Skatteboe
Gudbrand Guldbrandsen Skatteboe, född 18 juli 1875 i Øystre Slidre, död 3 april 1965 i Oslo, var en norsk bankman och sportskytt som tävlade i början 1900-talet i gevärsskytte. Han deltog i skytte vid Olympiska sommarspelen 1908 i London och vann guldmedaljen med det norska laget på 300m gevär. Han var även med i det norska laget som vann silver på Olympiska sommarspelen 1912.